# Neoitamus calcuttaensis
Neoitamus calcuttaensis är en tvåvingeart som beskrevs av Joseph och Parui 1987. Neoitamus calcuttaensis ingår i släktet Neoitamus och familjen rovflugor. Inga underarter finns listade i Catalogue of Life.